# Országgyűlési képviselő

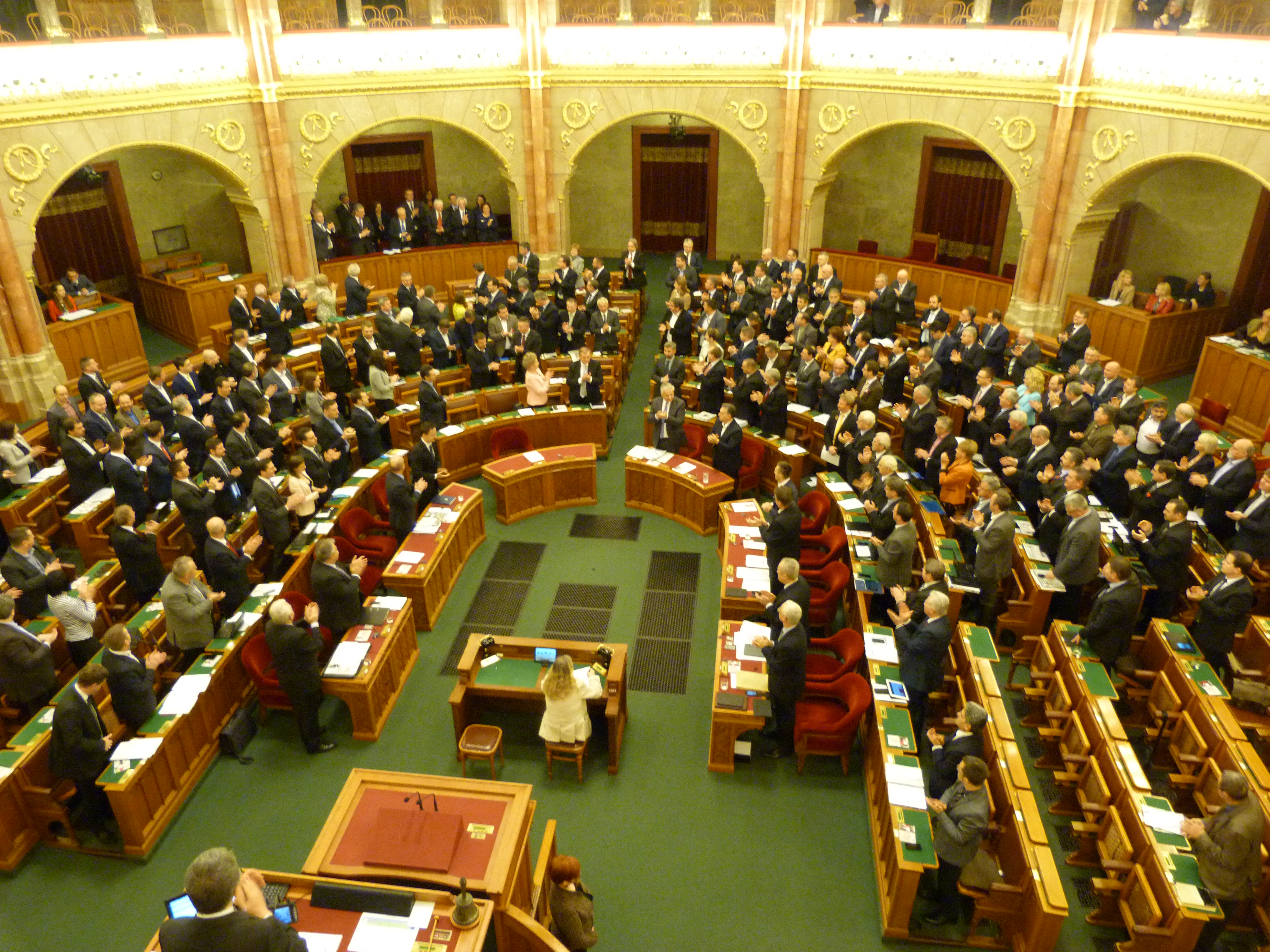
Országgyűlési képviselők az Országházban

Az országgyűlési képviselő (vagy parlamenti képviselő) egy ország vagy tartomány törvényhozó testületében, parlamentjében szavazati joggal rendelkező személy. A parlamenti képviselői címet választás vagy delegálás útján lehet megszerezni.
A parlamenti képviselőség gyakran mandátumhoz kötött, azaz csak bizonyos időtartamra érvényes. Lehet azonban valaki parlamenti képviselő időkorlát nélkül is (pl. haláláig vagy nyugdíjba vonulásáig), ezt az adott parlament jogszabályai rendezik.
Kétkamarás parlament esetében különbséget teszünk felsőházi és alsóházi parlamenti képviselők között.

## Jogállása Magyarországon
Magyarország Alaptörvénye az országgyűlési képviselőkről a következőket rendeli:
- Az országgyűlési képviselőket a választópolgárok általános és egyenlő választójog alapján, közvetlen és titkos szavazással, a választók akaratának szabad kifejezését biztosító választáson, sarkalatos törvényben meghatározott módon választják.[1]

Az országgyűlési képviselők jogai és kötelezettségei egyenlők, tevékenységüket a köz érdekében végzik, e tekintetben nem utasíthatók.
Az országgyűlési képviselőt mentelmi jog és a függetlenségét biztosító javadalmazás illeti meg. Sarkalatos törvény meghatározza azokat a közhivatalokat, amelyeket országgyűlési képviselő nem tölthet be, valamint más összeférhetetlenségi eseteket is megállapíthat.
Az országgyűlési képviselő megbízatása megszűnik
- a) az Országgyűlés megbízatásának megszűnésével;
- b) az országgyűlési képviselő halálával;
- c) összeférhetetlenség kimondásával;
- d) az országgyűlési képviselő lemondásával;
- e) akkor, ha a megválasztásához szükséges feltételek már nem állnak fenn;
- akkor, ha 1 éven keresztül nem vesz részt az Országgyűlés munkájában.[4]

Az országgyűlési képviselő megválasztásához szükséges feltételek hiányának megállapításáról, az összeférhetetlenség kimondásáról, valamint annak megállapításáról, hogy az országgyűlési képviselő egy éven keresztül nem vett részt az Országgyűlés munkájában, az Országgyűlés a jelen lévő országgyűlési képviselők kétharmadának szavazatával határoz.
Az országgyűlési képviselők jogállására és javadalmazására vonatkozó részletes szabályokat sarkalatos törvény határozza meg.
Büntetőjogi szempontból az országgyűlési képviselő is hivatalos személynek számít.

### Az országgyűlési képviselők jogai és kötelességei
Az országgyűlési képviselők jogállását, a képviselők alapvető jogait és kötelezettségeit az Alkotmány, 2012 óta az Alaptörvény szabályozza. (1990 és 2012 áprilisa között a képviselők jogállásának részletesebb szabályairól az 1990. évi LV. törvény, a képviselők javadalmazásának, költségtérítésének és kedvezményeinek részletesebb szabályairól pedig az 1990. évi LVI. törvény rendelkezett.) Mindkét törvényt a magyar Országgyűlés több alkalommal módosította.
2012. április 27-én  lépett hatályba az Országgyűlésről szóló 2012. évi XXXVI. törvény , amely átvette és részben újraszabályozta a két törvény rendelkezéseit, ugyanakkor hatályon kívül helyezte a képviselők jogállásáról szóló törvényt. 
Az országgyűlési képviselők jogait és kötelességeit alapvetően két csoportba lehet sorolni.
Az első csoportba az Országgyűlés feladataival, működésével kapcsolatos jogok, illetve kötelezettségek tartoznak. Pl. a plenáris üléseken való részvétel, a beszédjog, amelynek alapja a képviselői szólásszabadság, a törvénykezdeményezési, indítványtételi jog, a szavazáshoz való jog, a parlamenti tisztségek viselésének joga, a bizottságokban való részvétel joga, a képviselőcsoport alakításának joga, illetőleg a tájékoztatáshoz való jog.
A második csoportba azok a jogok, illetve kötelezettségek tartoznak, amelyek a zavartalan parlamenti munka előfeltételeit biztosítják. Ebbe a körbe sorolható a mentelmi jog, az összeférhetetlenség, valamint a különböző juttatásokhoz való jogok.
A képviselő kötelességeit a 2019. évi CVIII. törvény 11. § (1) pontja bővítette, mely szerint: „A képviselő az Országgyűlés szavazásain köteles jelen lenni. Az Országgyűlés szavazásain jelen lévőnek a szavazásban – a házszabályi rendelkezések szerint – részt vevő képviselőt kell tekinteni.”

## Az országgyűlési képviselők javadalmazása Magyarországon

### Képviselők javadalmazása 1990-től 2013-ig
|                                                                  | Alapdíj %‑a                             | 1990.év                                 | 1991.év                                 | 1992.év | 1993.év | 1994.év | 1995.év | 1996.év | 1997.év | 1998.év | 1999.év | 2000.év | 2001.év | 2002.év | 2003.év | 2004.év   | 2005.év   | 2006. év  | 2006. év áprilistól | 2006. év júniustól | 2007. év  | 2008. év  | 2009. év  | 2010. év                                            | 2011. év                                            | 2012. év                                            | 2013. év                                            |
| Képviselői alapdíj                                               |                                         | 32 500                                  | 32 500                                  | 56 063  | 56 063  | 56 063  | 67 275  | 87 750  | 114 075 | 114 075 | 130 000 | 140 750 | 153 000 | 165 000 | 198 000 | 198 000   | 210 000   | 210 000   | 220 800             | 220 800            | 220 800   | 231 900   | 231 900   | 231 900                                             | 231 900                                             | 231 900                                             | 231 900                                             |
| OGY elnök tiszteletdíj                                           |                                         | 32 500                                  | 32 500                                  | 229 125 | 229 125 | 229 125 | 274 950 | 331 500 | 410 670 | 410 670 | 410 670 | 494 033 | 642 600 | 693 000 | 990 000 | 1 287 000 | 1 365 000 | 1 365 000 | 1 435 200           | 1 435 200          | 1 435 200 | 1 507 350 | 1 507 350 | 1 507 350                                           | 1 507 350                                           | 1 507 350                                           | 1 507 350                                           |
| Pótdíjak                                                         |                                         |                                         |                                         |         |         |         |         |         |         |         |         |         |         |         |         |           |           |           |                     |                    |           |           |           |                                                     |                                                     |                                                     |                                                     |
| OGY elnök                                                        |                                         | 58 500                                  | 65 000                                  |         |         |         |         |         |         |         |         |         |         |         |         |           |           |           |                     |                    |           |           |           |                                                     |                                                     |                                                     |                                                     |
| OGY alelnöke                                                     | 180                                     | 48 750                                  | 48 750                                  | 100 913 | 100 913 | 100 913 | 121 095 | 157 950 | 205 335 | 205 335 | 234 000 | 253 350 | 275 400 | 297 000 | 356 400 | 356 400   | 378 000   | 378 000   | 397 440             | 397 440            | 397 440   | 417 420   | 417 420   | 417 420                                             | 417 420                                             | 417 420                                             | 417 420                                             |
| OGY jegyzője                                                     | 70                                      | 22 750                                  | 22 750                                  | 39 244  | 39 244  | 39 244  | 47 093  | 61 425  | 79 853  | 79 853  | 91 000  | 98 525  | 107 100 | 115 500 | 138 600 | 138 600   | 147 000   | 147 000   | 154 560             | 154 560            | 154 560   | 162 330   | 162 330   | 162 330                                             | 162 330                                             | 162 330                                             | 162 330                                             |
| OGY bizottság elnöke (2006 júniusig 100%)                        | 120                                     | 32 500                                  | 32 500                                  | 56 063  | 56 063  | 56 063  | 67 275  | 87 750  | 114 075 | 114 075 | 130 000 | 140 750 | 153 000 | 165 000 | 198 000 | 198 000   | 210 000   | 210 000   | 220 800             | 264 960            | 264 960   | 278 280   | 278 280   | 278 280                                             | 278 280                                             | 278 280                                             | 278 280                                             |
| OGY bizottság alelnöke (2006 júniusig 80%)                       | 100                                     | 26 000                                  | 26 000                                  | 44 850  | 44 850  | 44 850  | 53 820  | 70 200  | 91 260  | 91 260  | 104 000 | 112 600 | 122 400 | 132 000 | 158 400 | 158 400   | 168 000   | 168 000   | 176 640             | 220 800            | 220 800   | 231 900   | 231 900   | 231 900                                             | 231 900                                             | 231 900                                             | 231 900                                             |
| OGY bizottság titkára                                            | 60                                      | 19 500                                  | 19 500                                  | 33 638  | 33 638  | -       | -       | -       | -       | -       | -       | -       | -       | -       | -       | -         | -         | -         | -                   | -                  | -         | -         | -         | -                                                   | -                                                   | -                                                   | -                                                   |
| OGY bizottság tagja (2006 júniusig 40%)                          | 70                                      | 13 000                                  | 13 000                                  | 22 425  | 22 425  | 22 426  | 26 910  | 35 100  | 45 630  | 45 631  | 52 000  | 56 300  | 61 200  | 66 000  | 79 200  | 79 200    | 84 000    | 84 000    | 88 320              | 154 560            | 154 560   | 162 330   | 162 330   | 162 330                                             | 162 330                                             | 162 330                                             | 162 330                                             |
| OGY bizottság tagja 2. bizottsági tagság esetén (2006 júniustól) | 25                                      | -                                       | -                                       | -       | -       | -       | -       | -       | -       | -       | -       | -       | -       | -       | -       | -         | -         | -         | -                   | 55 200             | 55 200    | 57 975    | 57 975    | 57 975                                              | 57 975                                              | 57 975                                              | 57 975                                              |
| OGY képviselőcsoport vezetője                                    | 120                                     | 39 000                                  | 39 001                                  | 67 276  | 67 277  | 67 278  | 80 730  | 105 300 | 136 890 | 136 890 | 156 000 | 168 900 | 183 600 | 198 000 | 237 600 | 237 600   | 252 000   | 252 000   | 264 960             | 264 960            | 264 960   | 278 280   | 278 280   | 278 280                                             | 278 280                                             | 278 280                                             | 278 280                                             |
| OGY képviselőcsoport vezető h.                                   | 100                                     | -                                       | -                                       | -       | -       | 56 063  | 67 275  | 87 750  | 114 075 | 114 075 | 130 000 | 140 750 | 153 000 | 165 000 | 198 000 | 198 000   | 210 000   | 210 000   | 220 800             | 220 800            | 220 800   | 231 900   | 231 900   | 231 900                                             | 231 900                                             | 231 900                                             | 231 900                                             |
| Választókerületi pótlék (költségtérítési átalány 2009-ig)        |                                         |                                         |                                         |         |         |         |         |         |         |         |         |         |         |         |         |           |           |           |                     |                    |           |           |           |                                                     |                                                     |                                                     |                                                     |
| - Budapest főváros területén (2006 júniusig)                     | 35-70 /2000-től                         | 11 375                                  | 11 375                                  | 19 622  | 19 622  | 19 622  | 23 546  | 30 713  | 39 926  | 39 926  | 45 500  | 98 525  | 107 100 | 115 500 | 138 600 | 138 600   | 147 000   | 147 000   | 154 560             | ld. lent           | ld. lent  | ld. lent  | Ld. Lent  | 2010. január 1-től választókerületi pótlék ld. lent | 2011. január 1-től választókerületi pótlék ld. lent | 2012. január 1-től választókerületi pótlék ld. lent | 2013. január 1-től választókerületi pótlék ld. lent |
| - Bp-től számított 100 km-en belül (2006 júniusig)               | 40-100 /2000-től                        | 13 000                                  | 13 000                                  | 22 425  | 22 425  | 22 425  | 26 910  | 35 100  | 45 630  | 45 630  | 52 000  | 140 750 | 153 000 | 165 000 | 198 000 | 198 000   | 210 000   | 210 000   | 220 800             |                    |           |           |           |                                                     |                                                     |                                                     |                                                     |
| - Bp-től számított 100 km-en túl (2006 júniusig)                 | 50-130 /2000-től                        | 16 250                                  | 16 250                                  | 28 032  | 28 032  | 28 032  | 33 638  | 43 875  | 57 038  | 57 038  | 65 000  | 182 975 | 198 900 | 214 500 | 257 400 | 257 400   | 273 000   | 273 000   | 287 040             |                    |           |           |           |                                                     |                                                     |                                                     |                                                     |
| - Bp-től számított 200 km-en túl (2006 júniusig)                 | 60-160 /2000-től                        | 19 500                                  | 19 500                                  | 33 638  | 33 638  | 33 638  | 40 365  | 52 650  | 68 445  | 68 445  | 78 000  | 225 200 | 244 800 | 264 000 | 316 800 | 316 800   | 336 000   | 336 000   | 353 280             |                    |           |           |           |                                                     |                                                     |                                                     |                                                     |
| Lakhatási támogatás (2009-ig szállásköltség-térítés)             | 50                                      | 16 250                                  | 16 250                                  | 28 032  | 28 032  | 28 032  | 33 638  | 43 875  | 57 038  | 57 038  | 65 000  | 70 375  | 76 500  | 82 500  | 99 000  | 99 000    | 105 000   | 105 000   | 110 400             | 110 400            | 110 400   | 115 950   | 115 950   | 115 950                                             | 115 950                                             | 115 950                                             | 115 950                                             |
| Alkalmazotti költségtérítés                                      | 50-60 /2003-tól                         | 16 250                                  | 16 250                                  | 28 032  | 28 032  | 28 032  | 33 638  | 43 875  | 57 038  | 57 038  | 65 000  | 70 375  | 76 500  | 82 500  | 118 800 | 118 800   | 126 000   | 126 000   | 132 480             | 132 480            | 132 480   | 139 140   | 139 140   | 139 140                                             | 139 140                                             | 139 140                                             | 139 140                                             |
| Európai Parlament magyarországi képviselői                       |                                         |                                         |                                         |         |         |         |         |         |         |         |         |         |         |         |         |           |           |           |                     |                    |           |           |           |                                                     |                                                     |                                                     |                                                     |
| - Tiszteletdíj                                                   | - Tiszteletdíj                          | - Tiszteletdíj                          | - Tiszteletdíj                          | [ * 3 ] |         |         |         |         |         |         |         |         |         |         |         | 1 072 500 | 1 137 500 | 1 137 500 | 1 196 000           | 1 196 000          | 1 196 000 | 1 256 125 | 1 256 125 | -                                                   | -                                                   | -                                                   | -                                                   |
| - Felsőfokú C típusú nyelvvizsga                                 | - Felsőfokú C típusú nyelvvizsga        | - Felsőfokú C típusú nyelvvizsga        | - Felsőfokú C típusú nyelvvizsga        | 50      |         |         |         |         |         |         |         |         |         |         |         | 214 500   | 227 500   | 227 500   | 239 200             | 239 200            | 239 200   | 251 225   | 251 225   | -                                                   | -                                                   | -                                                   | -                                                   |
| - Felsőfokú A vagy B típusú nyelvvizsga                          | - Felsőfokú A vagy B típusú nyelvvizsga | - Felsőfokú A vagy B típusú nyelvvizsga | - Felsőfokú A vagy B típusú nyelvvizsga | 25      |         |         |         |         |         |         |         |         |         |         |         | 107 250   | 113 750   | 113 750   | 119 600             | 119 600            | 119 600   | 125 613   | 125 613   | -                                                   | -                                                   | -                                                   | -                                                   |
| - Középfokú C típusú nyelvvizsga                                 | - Középfokú C típusú nyelvvizsga        | - Középfokú C típusú nyelvvizsga        | - Középfokú C típusú nyelvvizsga        | 30      |         |         |         |         |         |         |         |         |         |         |         | 128 700   | 136 500   | 136 500   | 143 520             | 143 520            | 143 520   | 150 735   | 150 735   | -                                                   | -                                                   | -                                                   | -                                                   |
| - Középfokú A vagy B típusú nyelvvizsga                          | - Középfokú A vagy B típusú nyelvvizsga | - Középfokú A vagy B típusú nyelvvizsga | - Középfokú A vagy B típusú nyelvvizsga | 15      |         |         |         |         |         |         |         |         |         |         |         | 64 350    | 68 250    | 68 250    | 71 760              | 71 760             | 71 760    | 75 368    | 75 368    | -                                                   | -                                                   | -                                                   | -                                                   |

Megjegyzések
1. ↑  2010. január 1-től az országgyűlési képviselő teljes jövedelme önálló tevékenységből származó jövedelem, amennyiben költségeit számlával nem tudja igazolni, vagy nem választja a 10%-os költséghányad-elszámolást, a bevétel egésze adó- és járulékköteles.
2. ↑  Az EP képviselők tiszteletdíját a 2009. évben kezdődött ciklustól az Európai Unió költségvetése finanszírozza.
3. ↑  az alapdíj százaléka

### Az országgyűlési képviselők tiszteletdíja 2014-től
|                                        | 2014. év (05.06-tól) | 2015. év  | 2016. év  | 2017. év  | 2018. év (08.01-től) | 2019. év (03.01-től) |
| -------------------------------------- | -------------------- | --------- | --------- | --------- | -------------------- | -------------------- |
| Képviselő                              | 747 878              | 747 878   | 747 878   | 747 878   | 891 000              | 989 700              |
| OGY elnök                              | 1 507 350            | 1 507 350 | 1 507 350 | 1 507 350 | 2 405 700            | 2 672 190            |
| Háznagy                                | 1 296 321            | 1 296 321 | 1 296 321 | 1 296 321 | 1 782 000            | 1 979 400            |
| OGY alelnök                            | 1 296 321            | 1 296 321 | 1 296 321 | 1 296 321 | 1 782 000            | 1 979 400            |
| Képviselőcsoport vezetője              | 1 296 321            | 1 296 321 | 1 296 321 | 1 296 321 | 1 782 000            | 1 979 400            |
| Képviselőcsoportvezető-helyettes       | 997 170              | 997 170   | 997 170   | 997 170   | 1 514 700            | 1 682 490            |
| OGY jegyzője                           | 997 170              | 997 170   | 997 170   | 997 170   | 1 514 700            | 1 682 490            |
| Állandó bizottság elnöke               | 997 170              | 997 170   | 997 170   | 997 170   | 1 514 700            | 1 682 490            |
| IPU Magyar Nemzeti Csoportjának elnöke | 997 170              | 997 170   | 997 170   | 997 170   | 1 514 700            | 1 682 490            |
| Állandó bizottság alelnöke             | 897 453              | 897 453   | 897 453   | 897 453   | 1 336 500            | 1 484 550            |

| Üzemanyag- és közlekedési eszköz igénybevétel költségtérítés | lsd. lent | lsd. lent | lsd. lent | lsd. lent | lsd. lent | lsd. lent |
| Lakás- vagy szállodahasználat                                | 186 969   | 186 969   | 186 969   | 186 969   | 311 850   | 346 395   |
| Irodai elhelyezés                                            | 373 939   | 373 939   | 373 939   | 373 939   | 623 700   | 692 790   |
| Alkalmazotti költségtérítés                                  | 747 878   | 747 878   | 747 878   | 747 878   | 1 782 000 | 1 979 400 |
| Mobiltelefon-szolgáltatás igénybevétele                      | 30 450    | 31 500    | 33 300    | 38 250    | 44 550    | 49 485    |

| Törvény szerinti lakóhely          | Elegendő üzemanyag*  | Elegendő üzemanyag* | Elegendő üzemanyag* | Elegendő üzemanyag* | Elegendő üzemanyag*  | Elegendő üzemanyag*  |
| ---------------------------------- | -------------------- | ------------------- | ------------------- | ------------------- | -------------------- | -------------------- |
|                                    | 2014. év (05.06-tól) | 2015. év            | 2016. év            | 2017. év            | 2018. év (08.01-től) | 2019. év (03.01-től) |
| Budapest                           | 2000 km-re           | 2000 km-re          | 2000 km-re          | 2000 km-re          | 2500 km-re           | 2500 km-re           |
| Bp-től számított 1–100 km között   | 3000 km-re           | 3000 km-re          | 3000 km-re          | 3000 km-re          | 4000 km-re           | 4000 km-re           |
| Bp-től számított 101–150 km között | 3500 km-re           | 3500 km-re          | 3500 km-re          | 3500 km-re          | 5000 km-re           | 5000 km-re           |
| Bp-től számított 151–200 km között | 4000 km-re           | 4000 km-re          | 4000 km-re          | 4000 km-re          | 5000 km-re           | 5000 km-re           |
| Bp-től számított 201–250 km között | 4500 km-re           | 4500 km-re          | 4500 km-re          | 4500 km-re          | 6000 km-re           | 6000 km-re           |
| Bp-től számított 251–300 km között | 5000 km-re           | 5000 km-re          | 5000 km-re          | 5000 km-re          | 6000 km-re           | 6000 km-re           |
| Bp-től számított 300 km-en túl     | 5500 km-re           | 5500 km-re          | 5500 km-re          | 5500 km-re          | 6500 km-re           | 6500 km-re           |

* Egyéni választókerületben megválasztott képviselő esetén az egyéni választókerületének nagyságától függően meghatározott mértékben emelkedik.

### Az országgyűlési képviselők tiszteletdíja (2013-ig alapdíja) grafikonon
2018-tól az országgyűlési képviselők alap tiszteletdíja már évente emelkedik, mértéke az előző év bruttó havi átlagbérének háromszorosa.